# 松切區

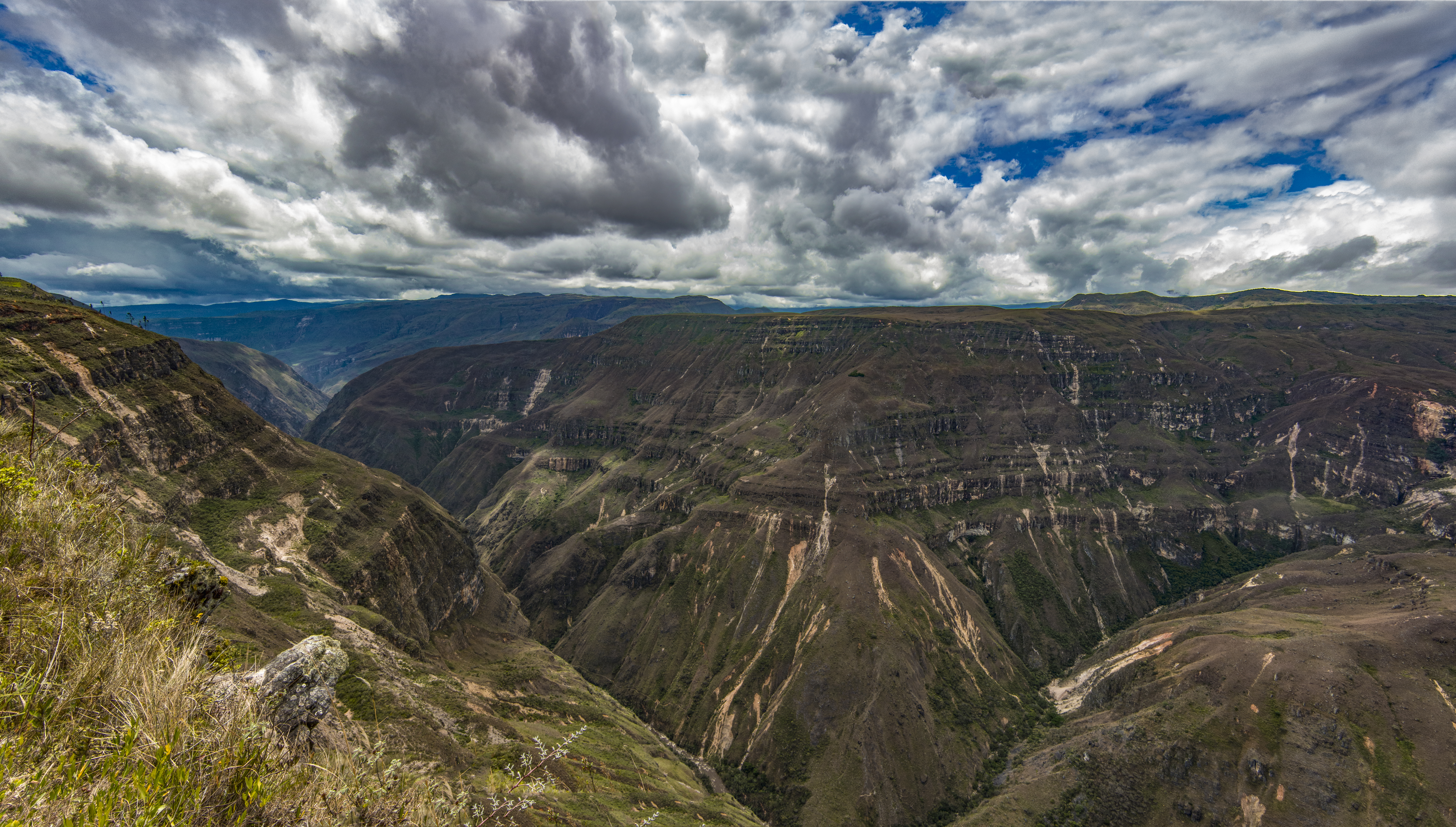
松切區

4°19′59″S 77°42′00″W / 4.33306°S 77.70000°W
松切區（西班牙語：Distrito de Sonche），是秘魯的一個區，位於該國北部亞馬遜大區的查查波亞斯省，始建於1954年4月7日，面積113.3平方公里，海拔高度2,100米，2005年人口237，人口密度每平方公里2.1人。